# Micoquiense

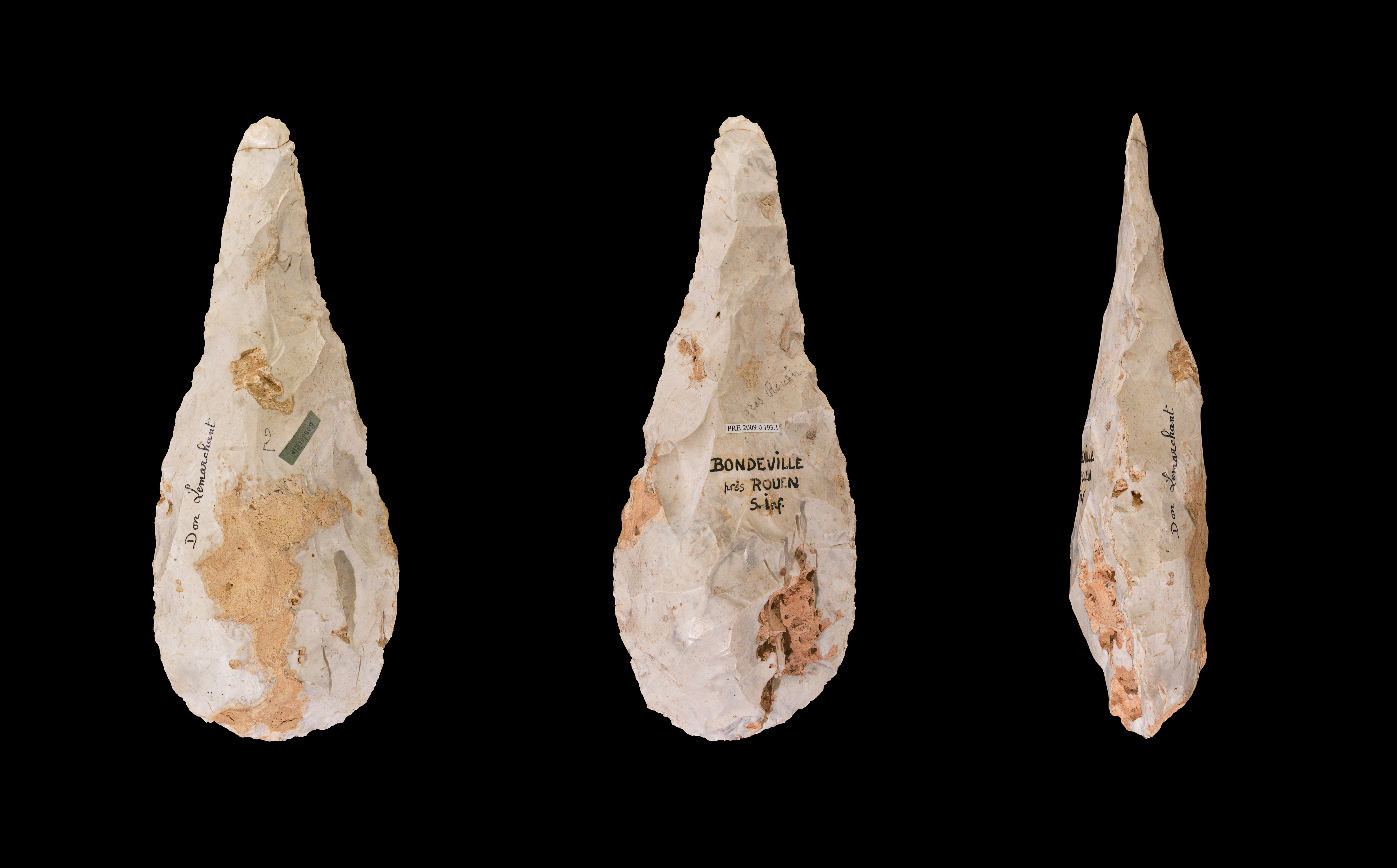
Bifaz de silueta micoquiense.

La cultura paleolítica llamada Micoquiense aparece avanzada ya la glaciación de Würm en Francia. Esta cultura fue el origen de la Tayaciense, a su vez antecedente de la Musteriense. Ninguna de estas culturas presentan grandes diferencias con el Achelense Superior, de hecho, últimamente se tiende a considerar que el Micoquiense no existe como cultura independiente del Achelense, únicamente que existe un tipo muy concreto de bifaces, llamados bifaces micoquienses, que caracterizan las fases más evolucionadas de Achelense.
El descubridor de esta cultura fue el arqueólogo y comerciante Otto Hauser.